# Bulbophyllum pseudofilicaule
Bulbophyllum pseudofilicaule là một loài phong lan thuộc chi Bulbophyllum.